# Касянівська сільська рада
Кася́нівська сільська́ ра́да — адміністративно-територіальна одиниця та орган місцевого самоврядування в Нікольському районі Донецької області. Адміністративний центр — село Касянівка.

## Загальні відомості
- Населення ради: 3 378 осіб (станом на 2001 рік)

## Населені пункти
Сільській раді були підпорядковані населені пункти:
- с. Касянівка
- с-ще Асланове
- с. Ключове
- с. Кременівка
- с. Македонівка
- с. Херсонес

## Склад ради
Рада складалася з 20 депутатів та голови.
- Голова ради: Авджи Костянтин Віліанович
- Секретар ради: Шапошнікова Ірина Анатоліївна

### Керівний склад попередніх скликань
| Прізвище, ім'я, по батькові     | Основні відомості                                                         | Дата обрання | Дата звільнення |
| ------------------------------- | ------------------------------------------------------------------------- | ------------ | --------------- |
| Домонтович Віктор Олександрович | Сільський голова, 1951 року народження, безпартійний                      | 26.03.2006   | 31.10.2010      |
| Авджи Костянтин Віліанович      | Сільський голова, 1952 року народження, освіта вища, член Партії регіонів | 31.10.2010   |                 |

Примітка: таблиця складена за даними сайту Верховної Ради України

### Депутати
За результатами місцевих виборів 2010 року депутатами ради стали:

#### За суб'єктами висування
| Суб'єкт висування | Кількість обраних депутатів | %  |
| ----------------- | --------------------------- | -- |
| Партія регіонів   | 18                          | 90 |
| Самовисування     | 2                           | 10 |

#### За округами
| № округу        | Прізвище, ім'я, по батькові    | Дата визнання обраним | Освіта  | Партійна приналежність | Відомості про обраного депутата                                                                                 |
| --------------- | ------------------------------ | --------------------- | ------- | ---------------------- | --- |
| Партія регіонів |                                |                       |         |                        | |
| 1               | Шапошнікова Ірина Анатоліївна  | 04.11.2010            | вища    | член Партії регіонів   | Касянівська сільська рада, секретар                                                                             |
| 2               | Мадіна Олена Володимирівна     | 04.11.2010            | вища    | член Партії регіонів   | Касянівська загальноосвітня школа, завуч                                                                        |
| 3               | Золотар Геннадій Федорович     | 04.11.2010            | вища    | член Партії регіонів   | СПМО «Титат», охоронець                                                                                         |
| 4               | Танаджи Григорій Григорович    | 04.11.2010            | середня | член Партії регіонів   | тимчасово не працює                                                                                             |
| 5               | Хабах Ольга Іванівна           | 04.11.2010            | середня | член Партії регіонів   | пенсіонер |
| 6               | Дженчако Світлана Василівна    | 04.11.2010            | вища    | член Партії регіонів   | Касянівська загальноосвітня школа, вчитель                                                                      |
| 7               | Сарри Майя Іванівна            | 04.11.2010            | середня | член Партії регіонів   | Македонівська загальноосвітня школа, бібліотекар                                                                |
| 8               | Єрик Василь Васильович         | 04.11.2010            | вища    | член Партії регіонів   | ТОВ «Римар», заступник директора                                                                                |
| 9               | Іванова Валентина Антонівна    | 04.11.2010            | вища    | член Партії регіонів   | Македонівська загальноосвітня школа, директор                                                                   |
| 10              | Ялі Костянтин Ксенофонтович    | 04.11.2010            | вища    | член Партії регіонів   | пенсіонер |
| 11              | Корж Анатолій Васильович       | 04.11.2010            | вища    | член Партії регіонів   | ПАТ « Маріупольський металургійний комбінат ім. Ілліча», майстер                                                |
| 14              | Мут Людмила Костянтинівна      | 04.11.2010            | середня | член Партії регіонів   | Кременівський ясла-садок, сторож                                                                                |
| 15              | Мадін Віктор Анастасійович     | 04.11.2010            | вища    | член Партії регіонів   | ДП «Ілліч-Агро Донбас» ПАТ « Маріупольський металургійний комбінат ім. Ілліча» агроцех № 14 , начальник охорони |
| 16              | Спруцко Любов Миколаївна       | 04.11.2010            | вища    | член Партії регіонів   | Кременівський сільський будинок культури, директор                                                              |
| 17              | Харагирло Іван Володимирович   | 04.11.2010            | вища    | член Партії регіонів   | Кременівська загальноосвітня школа, директор                                                                    |
| 18              | Узун Григорій Іванович         | 04.11.2010            | середня | член Партії регіонів   | ДП «Ілліч-Агро Донбас» ПАТ « Маріупольський металургійний комбінат ім. Ілліча» агроцех № 14 , водій             |
| 19              | Батир Іван Олександрович       | 04.11.2010            | вища    | член Партії регіонів   | ДП «Ілліч-Агро Донбас» ПАТ « Маріупольський металургійний комбінат ім. Ілліча» агроцех № 14 , завгар            |
| 20              | Аніміца Людмила Христофорівна  | 04.11.2010            | вища    | член Партії регіонів   | Кременівський ясла-садок, завідувач                                                                             |
| Самовисування   |                                |                       |         |                        | |
| 12              | Паскалова Тетяна Володимирівна | 04.11.2010            | вища    | позапартійна           | Маріупольська дистанція колії ПЧ — 23, майстер по матеріалах                                                    |
| 13              | Кузіна Оксана Сергіївна        | 04.11.2010            | вища    | позапартійна           | Маріупольська дистанція сигналізації та зв'язку, черговий інженер                                               |